# Jože Merlak
Jože Merlak, slovenski general, * 22. februar 1917, Bistra, Kranjska, Avstro-Ogrska, † 6. december 1970, Ljubljana, SR Slovenija, SFRJ.

## Življenjepis
Leta 1941 je pričel delovati v NOVJ, naslednje leto pa je vstopil v NOVJ in KPJ. Med vojno je bil poveljnik Krimskega bataljona, Šercerjeve brigade, šef obveščevalcev 18. divizije in 7. korpusa,...
Po vojni je končal Vojaško akademijo Frunze, VVA JLA in Vojno šolo JLA.